# Paelau

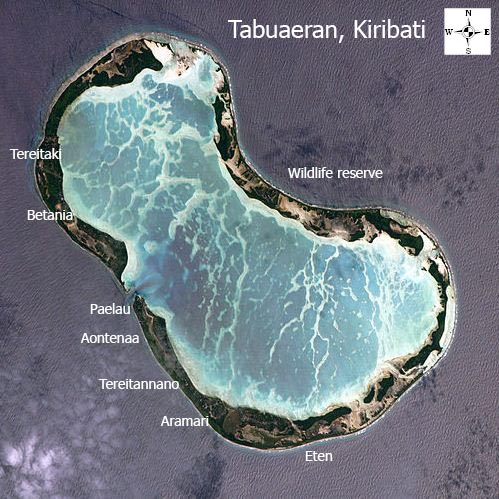
Satellitenkarte mit den sieben Dörfern; Paelau Mitte links.

Paelau (auch: Napia, English Harbor) ist eine Siedlung auf dem Atoll Tabuaeran im Inselstaat Kiribati im Zentralpazifik. Im Jahr 2020 hatte der Ort 135 Einwohner.

## Geographie
Paelau liegt im Westen des Atolls an einem der Zugänge zur Lagune. Auf dem gegenüberliegenden Ende des Riffsaums liegt die Kanapali Beach, welche zu Betania gehört. Nach Süden schließt sich der Ort Aontenaa an.